# Hopf-Faserung
Die Hopf-Faserung (nach Heinz Hopf) ist eine bestimmte Abbildung im mathematischen Teilgebiet der Topologie. Es handelt sich um eine Abbildung der 3-Sphäre, die man sich als den dreidimensionalen Raum zusammen mit einem unendlich fernen Punkt vorstellen kann, in die 2-Sphäre, also eine Kugeloberfläche:
{\displaystyle \eta \colon S^{3}\to S^{2}.}

## Beschreibung der Abbildung
Man erhält sie wie folgt:
Zuerst wird die {\displaystyle S^{3}} als Einheitssphäre in den {\displaystyle \mathbb {C} ^{2}} eingebettet.
Durch {\displaystyle (z_{1},z_{2})\mapsto (z_{1}/z_{2})} werden Paare komplexer Zahlen auf ihren Quotienten in {\displaystyle \mathbb {C} \cup \infty =\mathbb {R} ^{2}\cup \infty } abgebildet.
Danach bildet man den Bildpunkt mit der inversen stereographischen Projektion bzgl. des Nordpoles auf die {\displaystyle S^{2}} ab.
Um die Abbildung konkret in Formeln anzugeben, gibt es verschiedene Möglichkeiten.

### Mit reellen Zahlen
Die Abbildung
{\displaystyle \mathbb {R} ^{4}\to \mathbb {R} ^{3},\quad (x_{1},x_{2},x_{3},x_{4})\mapsto (y_{1},y_{2},y_{3})}
mit
{\displaystyle y_{1}=2(x_{1}x_{3}+x_{2}x_{4})}
{\displaystyle y_{2}=2(x_{2}x_{3}-x_{1}x_{4})}
{\displaystyle y_{3}=x_{1}^{2}+x_{2}^{2}-x_{3}^{2}-x_{4}^{2}}
bildet die 3-Sphäre {\displaystyle \{x\in \mathbb {R} ^{4}\mid x_{1}^{2}+x_{2}^{2}+x_{3}^{2}+x_{4}^{2}=1\}} auf die 2-Sphäre {\displaystyle \{y\in \mathbb {R} ^{3}\mid y_{1}^{2}+y_{2}^{2}+y_{3}^{2}=1\}} ab. Diese Einschränkung ist die Hopf-Abbildung.

### Mit komplexen Zahlen
Die 3-Sphäre werde als die Teilmenge
{\displaystyle \{(z,w)\in \mathbb {C} ^{2}\mid |z|^{2}+|w|^{2}=1\}}
des zweidimensionalen komplexen Raums aufgefasst, die 2-Sphäre als riemannsche Zahlenkugel. Dann ist die Hopf-Abbildung durch
{\displaystyle (z,w)\mapsto {\frac {z}{w}}}
gegeben. Fasst man die riemannsche Zahlenkugel als projektive Gerade {\displaystyle \mathbb {C} P^{1}} auf, so kann man die Abbildung unter Verwendung homogener Koordinaten auch als
{\displaystyle (z,w)\mapsto [z:w]}
schreiben.

### Mit Lie-Gruppen
Die 3-Sphäre ist diffeomorph zur Lie-Gruppe Spin(3), die als Überlagerung der Drehgruppe SO(3) auf der 2-Sphäre operiert. Durch diese Operation erhält man Identifikationen
{\displaystyle S^{2}=SO(3)/SO(2)=Spin(3)/Spin(2)=S^{3}/S^{1}}.

### Beispiele aus der Physik
Als natürliche Anschauung der Hopf-Faserung lassen sich Quantenzustände nicht relativistischer Elektronen auf der Einheitssphäre darstellen.
Hierbei ist der Zustandsvektor:{\displaystyle \psi ={\begin{pmatrix}\psi _{1}\\\psi _{2}\end{pmatrix}}} mit {\displaystyle \psi _{1},\psi _{2}\in \mathbb {C} } gegeben.
Ferner sei die Gestalt der Einheitssphäre des 2-dimensionalen Hilbertraums
{\displaystyle S(\mathbb {C} ^{2})=\{\psi \in \mathbb {C} ^{2}:||\psi ||=1\}}
Aus dem Skalarprodukt des Quantenzustands
{\displaystyle |\psi \rangle ={\begin{pmatrix}\alpha _{1}+i\beta _{1}\\\alpha _{2}+i\beta _{2}\end{pmatrix}}}
folgt
{\displaystyle \langle \psi |\psi \rangle =\alpha _{1}^{2}+\beta _{1}^{2}+\alpha _{2}^{2}+\beta _{2}^{2}=1}
Dieses entspricht der 3-Sphäre.
Zwei Quantenzustände {\displaystyle \psi _{a},\psi _{b}\in S(\mathbb {C} ^{2})} sind äquivalent wenn es eine komplexe Zahl bzw. ein Repräsentant der unitären Gruppe {\displaystyle \lambda \in U(1)} gibt, welcher die Forderung {\displaystyle \psi _{a}=\lambda \psi _{b}} erfüllt.
Betrachtet man die gesamte Vereinigungsmenge der Äquivalenzklasse
{\displaystyle [\psi ]:=\{\lambda \psi :\lambda \in U(1),|\lambda |=1\}}
auf der Sphäre
{\displaystyle S(\mathbb {C} ^{2})=\bigcup _{S(\psi \in \mathbb {C} ^{2})}[\psi ]}
so operiert die {\displaystyle U(1)} Gruppe auf der Einheitssphäre.
Die Mengen der {\displaystyle [\psi ]} werden auch {\displaystyle U(1)}-Faser genannt.
Dargestellt wird diese Menge der {\displaystyle U(1)}-Faser wie folgt
{\displaystyle S(\mathbb {C} ^{2})/U(1)}
Die Hopf-Faserung (als „Hopfion“) wurde in vielen Bereichen der Physik als mögliche topologische Textur in unterschiedlichen zugrundeliegenden physikalischen Feldern diskutiert, ähnlich dem Skyrmion, allerdings wurden sie im Gegensatz zu diesem bisher (2021) nicht in der Natur nachgewiesen. Das reicht von magnetischen Strukturen in Festkörpern, Ferroelektrika, Teilchenphysik, Supraflüsisigkeiten bis zur Biologie. Diese und ähnliche solche topologischen Strukturen stellen teilchenartige, durch ihre Topologie geschützte bzw. stabilisierte, „verwirbelte“ Feldanregungen (verbunden mit ganzzahligen topologischen Quantenzahlen, in diesem Fall die Hopf-Invariante) dar und sind insbesondere in der Festkörperphysik ein aktuelles Forschungsgebiet (2022). Das Hopfion wurde zwar bisher nicht in der Natur beobachtet, aber 2021 über ihre Projektion aus vier Dimensionen 2021 in Form eines Lichtfeldes mit quantenoptischen Methoden künstlich erzeugt (Cornelia Denz u. a. 2021). Die Textur selbst wurde dabei in der Phasen- und Polarisationsstruktur des Lichtfeldes abgebildet.

## Eigenschaften
- Die Hopf-Abbildung ist ein Faserbündel mit Faser {\displaystyle S^{1}} (sogar ein {\displaystyle S^{1}}-Hauptfaserbündel).
- Je zwei Fasern bilden eine Hopf-Verschlingung.
- Die Hopf-Abbildung erzeugt die Homotopiegruppe {\displaystyle \pi _{3}(S^{2})\cong \mathbb {Z} }.

## Verallgemeinerungen
Die oben angegebene Beschreibung mithilfe komplexer Zahlen kann analog auch mit Quaternionen oder mit Cayley-Zahlen durchgeführt werden; man erhält dann Faserungen
{\displaystyle S^{3}\to S^{7}\to S^{4}} bzw. {\displaystyle S^{7}\to S^{15}\to S^{8}},
die ebenfalls als Hopf-Faserungen bezeichnet werden.

## Geschichte
Heinz Hopf gab diese Abbildung 1931 in seiner Arbeit Über die Abbildungen der dreidimensionalen Sphäre auf die Kugelfläche an und zeigte, dass sie nicht nullhomotop ist (genauer: dass ihre Hopf-Invariante gleich 1 ist).